# 原乙彦
原 乙彦（はら おとひこ、1925年1月1日 - ）は、日本の実業家。「先祖は嵯峨天皇の第12皇子で光源氏の実在モデルの有力候補とされる源融（みなもとのとおる）にまで遡る（アーカイブ）」矢橋家・本家の出身。大日本紡績（ユニチカの前身）が第二次世界大戦後における海外進出の一番手として名乗りをあげた際にサンパウロ現地において準備にあたった。元ユニチカ通商 (現・ユニチカトレーディング) 社長。

## 略歴
1925年、美濃赤坂にて、父・矢橋次郎と母・絹の三男として生まれる。矢橋家は美濃赤坂の旧家・素封家で、一族で赤坂銀行（現・十六銀行赤坂支店）などを経営していた。乙彦は大垣中学校から関西学院大学予科へ進む。1948年関西学院大学商経学部卒業。泉南の素封家原甚之丞の娘婿となる。
その後、大日本紡績サンパウロ駐在員としてブラジルにわたる。当時鐘淵紡績・東洋紡績など紡績各社は中南米への進出計画を進めており、「三大紡績のひとつ」で「日本の繊維産業を支え続け」てきた大日本紡績は、原吉平社長が1957年10月7日ブラジルを訪問し、先着していた南興物産(株)会長の原田立之祐と合流して現地を視察、その翌年の6月には日紡繊維商工有限会社をブラジル国法人として設立、「戦後における海外進出の一番手として名乗りをあげ」ることになるが、同社による当該ブラジル進出にあたり、「ブラスコット有限会社の副支配人として出向し、現地事情に精通していた」乙彦らがその準備にあたった。サンパウロ駐在時、1960年、第3回世界バレーボール大会（女子）がブラジルで開催され、初出場ながら強豪国を撃破して準優勝した東洋の魔女（日紡貝塚/ニチボー貝塚女子バレーボールチームのニックネーム）の訪問・励ましを受ける。
大日本紡績は、前述の東洋の魔女が東京オリンピックで金メダルに輝いた1964年にニチボ－と社名を変え、さらに1969年日本レイヨンと合併してユニチカとなり、乙彦は、1973年、ユニチカ通商（前身は、上述・南興物産）に入社することになり、専務取締役を経て、同社の代表取締役社長に就任、大阪染工監査役を兼任した。ユニチカ通商社長を退任した後は、大阪染工常任監査役、ユニチカ通商参与を務めた 。

## 人物
趣味はゴルフ。

## 家系図
（出典）
【実家（抄）】
「矢橋家家系図」によれば、矢橋家（惣本家・本家・南矢橋・北矢橋）は、嵯峨天皇・源融（紫式部『源氏物語』の主人公光源氏の実在モデルの有力候補）まで遡る。
- 《惣本家》矢橋藤十郎・幾世
  - 矢橋徳次郎（大地主、岐阜縣多額納税者、株式會社赤坂銀行、株式會社大垣銀行各取締役等）[27]
    - 矢橋敏郎
    - 矢橋郁二
    - 矢橋省三
    - 矢橋和夫
    - 矢橋豊二

  - 矢橋為吉
  - 矢橋賢吉（大蔵官僚、国会議事堂設計の中心人物、叙正三位、勲二等旭日重光章受章）
    - 矢橋きみ
- 《本家》矢橋宗太郎（廃藩置県の際、徳川家康が織田信長の岐阜城千畳敷御殿を移築し造営させたお茶屋屋敷の払下げを受く）
  - 矢橋敬吉
    - 矢橋龍吉
      - 矢橋龍太郎・茅子（ミツカン創業家・中埜家より嫁す〈第6代の二女〉）[28]
        - 矢橋龍宜（矢橋工業社長）

      - 矢橋品子

    - 矢橋次郎・絹（旧姓・安居）
      - 矢橋宗一（矢橋工業社長）・常子
        - 矢橋慎哉（矢橋工業会長）・ひろみ
          - 矢橋秀哉
          - 矢橋博行

        - 矢橋哲郎

      - 矢橋恒男・保子
        - 矢橋和廣

      - 原乙彦（旧姓・矢橋）・由比子
        - 原秀六（滋賀大学名誉教授）
          - 原華子
          - 原尚子

        - 原吉弘

  - 矢橋幾世・藤十郎
    - 矢橋徳次郎
    - 矢橋賢吉

  - 矢橋友吉
    - 矢橋厚一郎
      - 矢橋徳太郎（世界最高の精度を誇る日時計の考案者、CBCクラブ文化賞受賞、鯱光会顕彰者）

  - 矢橋亮吉（1946年に昭和天皇のご訪問〈行幸〉、1965年に皇太子〈のちに天皇・上皇〉のご訪問〈行啓〉があった矢橋大理石の創業者）
    - 矢橋太郎
      - 矢橋篤子（矢橋太郎長女）・矢橋浩吉（旧姓・亀山、揖斐川電気工業〈現・イビデン〉社長、勲三等瑞宝章受章）[3]
        - 矢橋修太郎・千枝子（北村酒造社長・北村精一郎〈宗四郎〉長女）[3]
          - 矢橋晋太郎[3]
          - 矢橋正二郎[3]
          - 矢橋庸子[3]

    - 矢橋次雄［矢橋亮吉］（矢橋大理石社長）
      - 矢橋修太郎（養子）[3]

    - 矢橋五郎（関ヶ原石材社長）[3]
      - 矢橋謙一郎（関ヶ原石材社長）[3]
      - 矢橋昭三郎（関ヶ原製作所社長・相談役[24]

    - 矢橋六郎（JR名古屋駅新幹線口にあった壁画「日月と東海の四季」を描いた洋画家、中日文化賞受賞）
    - 桑原孝子・善吉（真一）[29]（十六銀行会長）

遠縁：所郁太郎（実父・矢橋亦一、養父・所伊織） （大垣藩の生まれ、適塾塾頭、暗殺者に襲われた元勲・井上馨を治療した医師、幕末の志士、高杉晋作の参謀、長州藩遊撃隊軍監、従四位追叙）
【養家（抄）】
- 原甚之丞（7代）（和泉織物株式會社社長[31]）・テル（保有する国宝小野道風書蹟・国宝藤原行成書蹟や重要文化財等を寄贈し正木美術館を創設した素封家の正木家より嫁す）
  - 原甚之丞（8代）（和泉織物株式會社社長[32]、大地主、素封家、近代数寄者）・マサ（旧姓・西居）
    - 原乙彦（旧姓・矢橋）・由比子（二女）
    - 原由比子（二女）・乙彦（旧姓・矢橋）
      - 原秀六
        - 原華子
        - 原尚子

      - 原吉弘

    - 中井博子（旧姓・原、三女）（三井財閥当主一族の別家・中井家〈三井グループ主要会社の日本紙パルプ商事創業家〉へ嫁す）

【母方（抄）】
- 安居喜造（先代、彦根町長・彦根高商設立委員長）
  - 矢橋絹（旧姓・安居）・次郎
    - 矢橋宗一・常子（旧姓・遠山）
      - 矢橋慎哉
        - 矢橋秀哉
        - 矢橋博行

      - 矢橋哲郎

    - 矢橋恒男・保子
      - 矢橋和廣

    - 原乙彦（旧姓・矢橋）・由比子
      - 原秀六
        - 原華子
        - 原尚子

      - 原吉弘

  - 安居喜造（三井銀行副頭取・三井石油化学工業社長・東レ会長・経団連副会長、勲一等瑞宝章受章）
    - 安居伸浩・渚（旧姓・川喜田、百五銀行頭取・川喜田壮太郎の長女、豊富な財力で石水博物館の礎を築いた百五銀行頭取で陶芸家の川喜田半泥子の孫）

## 関連人物
- 塩塚忠美（塩塚が常務取締役時代に他4名とともに現地事情に詳しい乙彦が駐在するサンパウロに赴き、工場建設候補地の選定に当たった。）
- 小寺新六郎（乙彦がユニチカ通商社長を務めていた時のユニチカ社長。小寺新六郎の祖父で大垣戸田藩勘定方家老の家系・小寺家の当主・成蔵〈大日本紡績の前身である尼崎紡績の監査役を歴任〉が高須貯蓄銀行（公称資本金：3万円、払込資本金：7,500円、岐阜県所在）の取締役を務めていた時に公表された在所は安八郡大垣町[33]、代々名主を務めてきた乙彦の実家・矢橋家（矢橋宗太郎参照）の徳次郎が同時期に同銀行の取締役を務めていた時に公表された在所は不破郡赤坂村[33]、両在所は近隣周辺という位置関係、ルーツとしては両者はいわば同郷の出である。）
- 東洋の魔女（第3回世界バレーボール大会（女子）がブラジルで開催され、その際、乙彦・塩塚忠美らは、東洋の魔女・大松博文の訪問・励ましを受ける。）
- 大松博文（前掲記述参照。尚、出身大学は、同じ関西学院大学。）